# Jüri Lossmann
Jüri Lossmann, född 4 februari 1891 i Kabala, Guvernementet Livland, Kejsardömet Ryssland, död 1 maj 1984 i Stockholm, var en estländsk  friidrottare.
Lossmann blev olympisk silvermedaljör på maraton vid sommarspelen 1920 i Antwerpen 
och deltog också som fanbärare och maratonlöpare i Paris-OS 1924. 
Han hade senare en kort tränarkarriär men var till yrket utbildad guld- och silversmed. 
Innan Sovjetunionen gick in med trupper och ockuperade Estland 1944 flydde Lossman. Han hamnade i Gävle och fick anställning hos Wahlbergs. Jüri Lossman flyttade senare vidare till Stockholm.